# Monsieur Belette
Monsieur Belette (I Am Weasel) est une série d'animation américaine en 79 épisodes de 7 minutes créée par David Feiss, produite par Hanna-Barbera et Cartoon Network Studios, et diffusée entre le 15 juillet 1997 et le 16 septembre 1999 sur Cartoon Network.
En France, la série est diffusée en 1998 sur Cartoon Network. Les quatre premières saisons furent aussi diffusés sur France 2 dans La Planète de Donkey Kong via Cléo et Chico, tandis que l'individuelle cinquième saison fut diffusée sur France 3 dans l'émission La bande à Dexter. 
La série met en scène les aventures de Monsieur Belette, une belette internationalement connue, hautement intelligente et également très talentueuse, adorée de tous, et de Je Grand Babouin, un babouin repoussant et attardé qui envie le succès de Belette et tente constamment de le battre sur son terrain. Monsieur Belette faisant intégralement partie de l'univers de l'émission Cléo et Chico, diffusée en tant que troisième segment d'un épisode, après les segments des Cléo et Chico. Finalement, Monsieur Belette obtient sa propre série dérivée.

## Synopsis
Monsieur Belette est une belette anthropomorphe intelligente, philanthrope et admirée de tous. Elle est suivie dans l'ombre par un babouin nommé Je Grand Babouin qui, lui, n'obtient aucune gloire et qui échoue dans chacun de ses buts.

## Personnages
La série met en scène deux animaux anthropomorphes : Monsieur Belette et Je Grand Babouin. Ces deux personnages sont comme le suggèrent leur nom.
- Monsieur Belette est l'un des deux principaux protagonistes de la série. C'est une jeune belette talentueuse, philanthrope bien qu'adulée et souvent généreuse (par exemple, dans un épisode, il donne son rein à un petit garçon malade[2] et est une célébrité admirée de tous. Il est très intelligent et possède de nombreux talents. Il est également accompagné par une jeune femme nommée Loulabelle, souvent habillée en infirmière. Cependant, Je Grand Babouin, le deuxième protagoniste de la série, tente toujours de battre Belette sur son propre terrain, car il souhaiterais lui aussi être admiré. Contrairement à son rival, Babouin est complètement stupide et se tourne lui-même en ridicule car il expose ses fesses rouges aux yeux de tous, mais Belette tente souvent d'aider son ami.

- Je Grand Babouin est le deutéragoniste de la série. Il est tout l'opposé de son ami Monsieur Belette. C'est un babouin stupide, repoussant, qui renifle souvent son doigt les trois quarts du temps et n'a aucun talent. Babouin expose ses fesses rouges brillantes aux yeux de tous ; il ne porte jamais de pantalon pour les cacher et, de ce fait, est toujours ridiculisé. Tandis que Belette semble avoir beaucoup de chance, Babouin, lui, n'en a aucune[3]. Babouin porte un t-shirt blanc avec écrit « I.R. » (son nom d'origine) à la main[4] et à l'envers. Il vit dans une caravane localisée près du manoir de Belette. Il est également très faible en grammaire (qu'il parle ou qu'il écrive). Il tente fréquemment de surpasser Belette dans tous les domaines, et lorsqu'il croit y arriver, il exécute un type de danse de la victoire. Cependant, dans certains épisodes, les deux personnages sont montrés en tant qu'amis et moins en tant que rivaux[5],[6].

- Le personnage du diable rouge est le lien entre les aventures de Cléo et Chico et celles de Monsieur Belette. Il est le seul personnage à apparaître régulièrement dans les unes comme dans les autres. Il devient l'antagoniste de la série lors de son introduction dans la série.

## Épisodes

### Première saison (1997)
1. Ceci, ce n'est pas le pont de Belette (This Bridge, Not Weasel Bridge)
2. Babouin sur le soleil (I.R. on Sun)
3. Le fond des mers (Deep Sea Tour)
4. Babouin héritier des trônes (I.R. Gentlemans)
5. La star de l'écran (I Are Big Star)
6. Le pouvoir de l'odeur (Power of Odor)
7. Ping-pong pirate (Ping Pong at Sea)
8. La fête de la maladie (Disease Fiesta)
9. Charton arton (I.R. Plant Life)
10. Belette en bassette (I Am Ambassador)
11. La loi de la gravité (Law of Gravity)
12. Joyeux Babouin Noël (Happy Baboon Holidays)
13. Je architecte (I. Architect)

| Épisode | Titre de l'épisode                    | Titre original | Résumé de l'épisode |
| 1.      | Ceci, ce n'est pas le pont de Belette |                | Un pont doit être construit au-dessus de l'océan Atlantique entre les Etats-Unis et la France. Monsieur Belette intervient et fait avancer le projet à une vitesse faramineuse. |
|         | Babouin sur le soleil                 |                | Une horde de scientifiques veulent envoyer Je Grand Babouin sur le Soleil ! Monsieur Belette tente de faire prendre conscience à cet abruti de primate débile des conséquences de cette expédition, mais l'imbécile de Je Grand Babouin se moque de Monsieur Belette et croit que celui-ci est jaloux de lui. Plutôt que de laisser ce mongol irrécupérable aller griller sur le Soleil et mourir de manière atroce - ce qu'il est tenté un instant de faire - Monsieur Belette vole au secours du primate sans cervelle.                                                                              |
|         | Le fond des mers                      |                | |
|         | Babouin héritier des trônes           |                | Je Grand Babouin se découvre héritier d'une famille royale. Il est toutefois à des années-lumière de la bienséance que l'on attend d'un membre de la Noblesse. Monsieur Belette, magnanime, se met en tête d'éduquer l'abruti de babouin et de lui apprendre les bonnes manières, alors qu'il aurait plutôt dû lui enfoncer une barre de métal dans le cerveau, jusqu'au tronc cérébral. Finalement, Je Grand Babouin devient un véritable gentleman, mais la personne dont il a hérité était couverte de dettes et c'est désormais à lui de rembourser, notamment en lavant les toilettes du château. |
|         | La star de l'écran                    |                | |
|         | Le pouvoir de l'odeur                 |                | |
|         | Ping-pong pirate                      |                | |
|         | La fête de la maladie                 |                | |
|         | Charton arton                         |                | |
|         | Belette en bassette                   |                | |
|         | La loi de la gravité                  |                | Dans un tribunal, Je Grand Babouin déchire la loi de la gravitation. Tous les avocats et les juges de la planète se mettent alors à flotter au-dessus du sol. Hélas, aucun clown maléfique ne débarque à ce moment en disant "ils flottent...ils flottent tous...". Monsieur Belette réécrit alors la loi, mais il se trompe dans la rédaction et tout le monde se retrouve écrasé au sol. |
|         | Joyeux Babouin Noël                   |                | |
|         | Je architecte                         |                | |

### Deuxième saison (1998)
1. Maman ventouse (I.R. Mommy)
2. Une expérience étrange (I Am Deity)
3. Je test de pleure (I Am Crybaby)
4. Le fantôme des pieds (I.R.'s Phantom Foot)
5. La reine d'aspic (Queen of DeNile)
6. Une étrange mélodie (I Are Music Man)
7. C'est ma vie (I Am My Lifetime)
8. Je elfe (I.R. Pixie Fairie)
9. Je pêcheur des glaces (I.R. Ice Fisher)
10. Je héros modèle (I.R. Role Model)
11. Je erreur de cartoon (I.R. in Wrong Cartoon)
12. Mon amie la banane rusée (My Friend, the Smart Banana)
13. Babouin dans la jungle (I.R. Wild Baboon)

### Troisième saison (1998)
1. Code plantum (Time Weasel)
2. Le trou (The Hole)
3. Une étrange prison (I Stand Corrected)
4. Je pilote (I Am Bush Pilot)
5. L’îlot dessert (Dessert Island)
6. Je insubmersible (Unsinkable I.R.)
7. Je suis vampire (I Am Vampire)
8. Un étrange proximité (Honey I Are Home)
9. Tout est permis (Driver's Sped)
10. Histoire d'arbres (A Tree Story)
11. Je oui (I.R. Do)
12. Je bon chien (I Are Good Dog !)
13. Problèmes de coexistence (He Said, He Said)

### Quatrième saison (1999)
1. Camp ennemi (Enemy Camp)
2. Vieux humour (I Am Clichéd)
3. Je Gladiateur (I Are Gladiator)
4. Belette le révolutionnaire (Revolutionary Weasel)
5. Je fantôme (I Are Ghost)
6. Le magnifique moteur de bikini (The Magnificent Motorbikini)
7. Je coiffeur (I Am Hairstylist)
8. Je capitaine (I Am Whale Captain)
9. La machine de rêve (Dream Weasel)
10. Les jeux olympiques (The Sackless Games)
11. Magie Paw (The Baboon's Paw)
12. Qui a supprimé Cléo et Chico ? (Who Rubbed Out Cow and Chicken)
13. Méfiez-vous de feu (I Are Good Salesmans)

### Cinquième saison (1999–2000)
1. Colonisateurs des planètes (I Are Terraformer !)
2. Je suis viking (I Am Viking)
3. La Fontaine de jouvence (The Drinking Fountain of Youth)
4. Location des enfants (Leave It to Weasel)
5. Le Parrain Fée (The Fairy Godfather)
6. Aventure dans la forêt (I Are Robin Hood)
7. Voyage dans le corps humain (The Incredible Shrinking Weasel !)
8. Le Pantalon du voleur (Baboon Man and Boy Weasel)
9. L'Amour est une chose merveilleuse (I.M.N. Love)
10. La Première bicyclette de Je (I.R.'s First Bike)
11. Le Sorcier de dentiste (The Sorcerer's a Dentist)
12. Le Premier vol (The Wrong Bros)
13. Je vit dans une cave (I Am Cave Weasel)
14. Ma queue bleue (My Blue Hiney)
15. Mission de sauvetage (Mission: Stupid)
16. Retour à l'école (Back to School)
17. Le Défaut de Picasso (I Are a Artiste)
18. Le Dernier des idiots (Fred: Last of the Idiots)
19. Le Trublion groom (I Are Bellhop)
20. Le Jeu du siècle (Take I.R. Out to the Ballgame)
21. Je Sauve la reine des abeilles (I Bee Weasel)
22. Le Savant fou (I Am Franken-Weasel)
23. Parmi nos meilleures ventes (A Troo Storee)
24. Le Rodéo (Rodeo Weasel)
25. À la recherche d'une légende (The Legend of Big Butt)
26. Le Dragon maléfique (I Am Dragon Slayer)
27. La Vérité fait mal (I Are Legend)

## Distribution
| Personnages notables | Voix originales | Voix françaises   |
| -------------------- | --------------- | ----------------- |
| Monsieur Belette     | Michael Dorn    | Denis Boileau     |
| Le Grand Babouin     | Charlie Adler   | Michel Prud'homme |
| Le Rouge             | Charlie Adler   | Michel Mella      |
| Voix additionnelles  | /               | Jacques Ciron     |

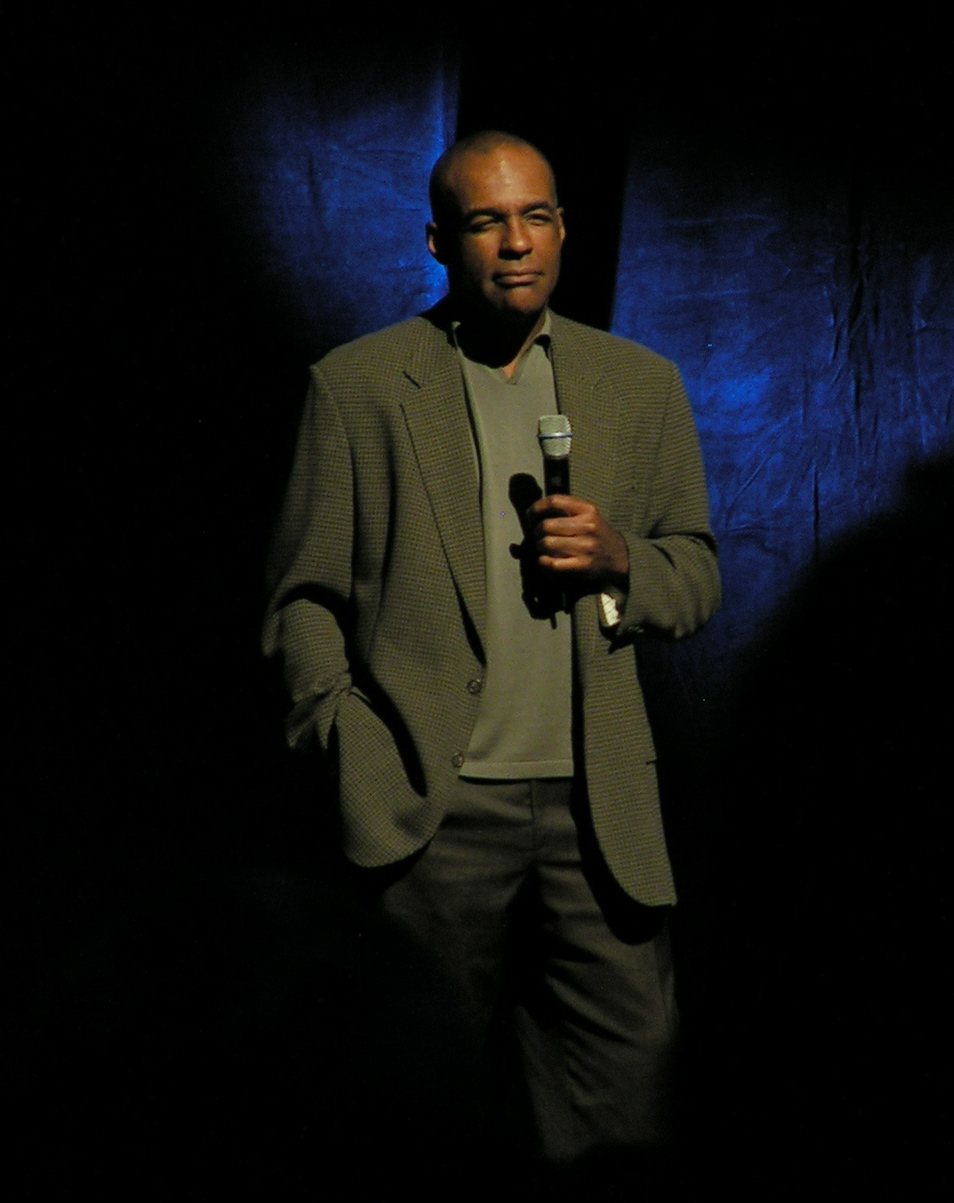
Michael Dorn, doubleur officiel de la voix originale.

Le générique est interprété en français par Marie-Charlotte Leclaire.

## Médias
- 2006: Cartoon Network Racing sur PlayStation 2. Développeur Eutechnyx, éditeur The Game Factory. Jeu de course.